# 萌え豚転生 〜悪徳商人だけど勇者を差し置いて異世界無双してみた〜
『萌え豚転生 〜悪徳商人だけど勇者を差し置いて異世界無双してみた〜』（もえぶたてんせい あくとくしょうにんだけどゆうしゃをさしおいていせかいむそうしてみた）は、神通力による日本のライトノベル。小説投稿サイト「小説家になろう」にて、2021年3月3日から連載されている。第9回ネット小説大賞を受賞し、2021年12月にはツギクルブックス（SBクリエイティブ）より書籍版が発売された。
メディアミックスとして、凪庵によるコミカライズが『WEBコミックガンマぷらす』（竹書房）にて、2022年3月から2023年8月まで連載された。
神通力のデビュー作となる作品。女嫌いのサラリーマン・金田が異世界転生し、豚のような女好きの子どもになり、ギャルゲーの世界のお邪魔キャラとして生きる物語。

## 登場人物
ホーク・ゴルド
大商人の息子。転生前は女嫌いであったが、スケベな女好きに生まれ変わる。
ローリエ
メイド。
クレソン
獣人。

## 作風
電撃オンラインによると、本作は「美少女いっぱい俺TUEEEな世界観とはあえてズラした、非王道の無双ストーリー」である。ホークは転生学園モノの金持ちで嫌味なクラスメイトの容姿や立場であるが、「達観した冷静でシニカルな視点が、勇者の王道ストーリーとは別のところから新たな物語」を描いている作品である。

## 既刊一覧

### 小説
- 神通力（著）・桧野ひなこ（イラスト） 『萌え豚転生 〜悪徳商人だけど勇者を差し置いて異世界無双してみた〜』 SBクリエイティブ〈ツギクルブックス〉、2021年12月10日発売[5]、ISBN 978-4-8156-1050-0

### 漫画
- 神通力（原作）・凪庵（漫画）・桧野ひなこ（キャラクター原案） 『萌え豚転生 〜悪徳商人だけど勇者を差し置いて異世界無双してみた〜』 竹書房〈バンブーコミックス〉、全3巻
  1. 2022年8月5日発売[6][8]、ISBN 978-4-8019-7817-1
  2. 2023年4月6日発売[9]、ISBN 978-4-8019-8024-2
  3. 2023年9月7日発売[10]、ISBN 978-4-8019-8145-4